# 兩岸企業家峰會
兩岸企業家峰會（英語：Cross-Strait CEO Summit），舊稱紫金山峰會，由中共中央台湾工作办公室指導，於2013年分別在中華人民共和國北京市與中華民國台北市分別成立的人民團體，永久會址設於中華人民共和國江蘇省南京市。每年輪流在中華人民共和國與中華民國舉辦例行峰會，宗旨在於進行台灣海峽兩岸產業交流合作，促進兩岸經濟交流。
中華人民共和國官方，將兩岸企業家峰會，與兩岸經貿文化論壇、海協會海基會商談與海峽論壇，並列為兩岸四大交流合作平台。

## 歷史
前身為海峽兩岸企業家紫金山峰會，由中國國務院國台辦指導，中國共產黨江蘇省委員會以及江苏省人民政府於2008年在南京市首次舉辦，分別於2008年、2010年、2011年和2012年舉辦四屆峰會。於2012年峰會上決議，雙方分別成立人民社團，進行深化交流。執行單位也由江蘇省委上升到中國國務院。
2013年7月，經中華人民共和國中央批准，在國務院民政部完成註冊，大陸兩岸企業家峰會社團在北京市成立。同時間，在中華民國台北市成立台灣兩岸企業家峰會人民社團。雙方企業家成員分別加入，自行選舉。中國方面由曾培炎任首任理事長，盛華仁任副理事長，台灣方面由蕭萬長任首任理事長，江丙坤任副理事長。
2022年12月，於江蘇省南京市啟用永久會址。。

## 外部連結
- 大陸兩岸企業家峰會中國首頁 （页面存档备份，存于）
- 台灣兩岸企業家峰會首頁 （页面存档备份，存于）